# 교황 우르바노 2세
교황 우르바노 2세(라틴어: Urbanus PP. II, 이탈리아어: Papa Urbano II)는 제159대 교황(재위: 1088년 3월 12일 - 1099년 7월 29일)이다. 본명은 오동 드 라주리(프랑스어: Odon de Lagery)이다. 제1차 십자군 원정(1096–1099)을 계획했으며, 오늘날 로마 교황청 조직의 기틀을 마련한 사람으로 알려져 있다.

## 오스티아의 추기경
오동은 프랑스 태생으로, 샤티용쉬르마른의 귀족 가문 출신이다. 1064년 클뤼니 수도원에 들어가 수사가 되었으며, 나중에 수도원의 아빠스가 되었다. 그리고 1080년경 교황 그레고리오 7세에 의해 오스티아의 주교급 추기경에 서임되었다. 오동은 그레고리오 개혁의 열정적인 지지자이자 가장 유명한 활동가 가운데 한 사람이었으며, 특히 1084년 독일에 교황 특사로 파견되었을 때 이런 그의 면모가 특히 두드러졌다. 그는 퀘들린부르크에서 교회회의를 소집하여 대립교황과 그의 추종자들을 단죄하였다. 그래서 그는 그레고리오 7세를 계승할 가장 적합한 교황 후보로 이미 사람들 입에 오르내리고 있었다. 그러나 1085년 그레고리오 7세의 뒤를 이을 교황으로 몬테카시노 수도원의 아빠스인 데시데리우스가 선출되어 교황 빅토르 3세로 즉위하였다. 빅토르 3세가 짧은 재임 기간을 마치고 선종한 후, 1088년 3월 테라치나에서 회합을 가진 추기경들과 기타 고위 성직자들은 구두 투표로 오동을 후임 교황으로 선출하였다. 프랑스인으로는 두 번째 교황이다.

## 교황

### 교황의 권위를 위한 투쟁
우르바노 2세는 교황으로 즉위하자마자 당시 로마를 장악한 대립교황 클레멘스 3세(라벤나의 주교 기베르트)를 상대해야 했다. 전임자인 교황 그레고리오 7세는 교황의 권위를 둘러싸고 신성 로마 제국의 황제 하인리히 4세와 끊임없이 충돌하였다. 1077년 카노사의 굴욕으로 황제를 굴복시킨 이후에도 그레고리오 7세는 슈바벤 공작을 새 황제로 지지한다는 의사를 표명했고, 1080년 황제를 재차 파문했다. 이후 하인리히 4세는 1084년 로마를 점령한 후, 라벤나의 대주교 기베르트를 대립교황 클레멘스 3세로 옹립하였다.

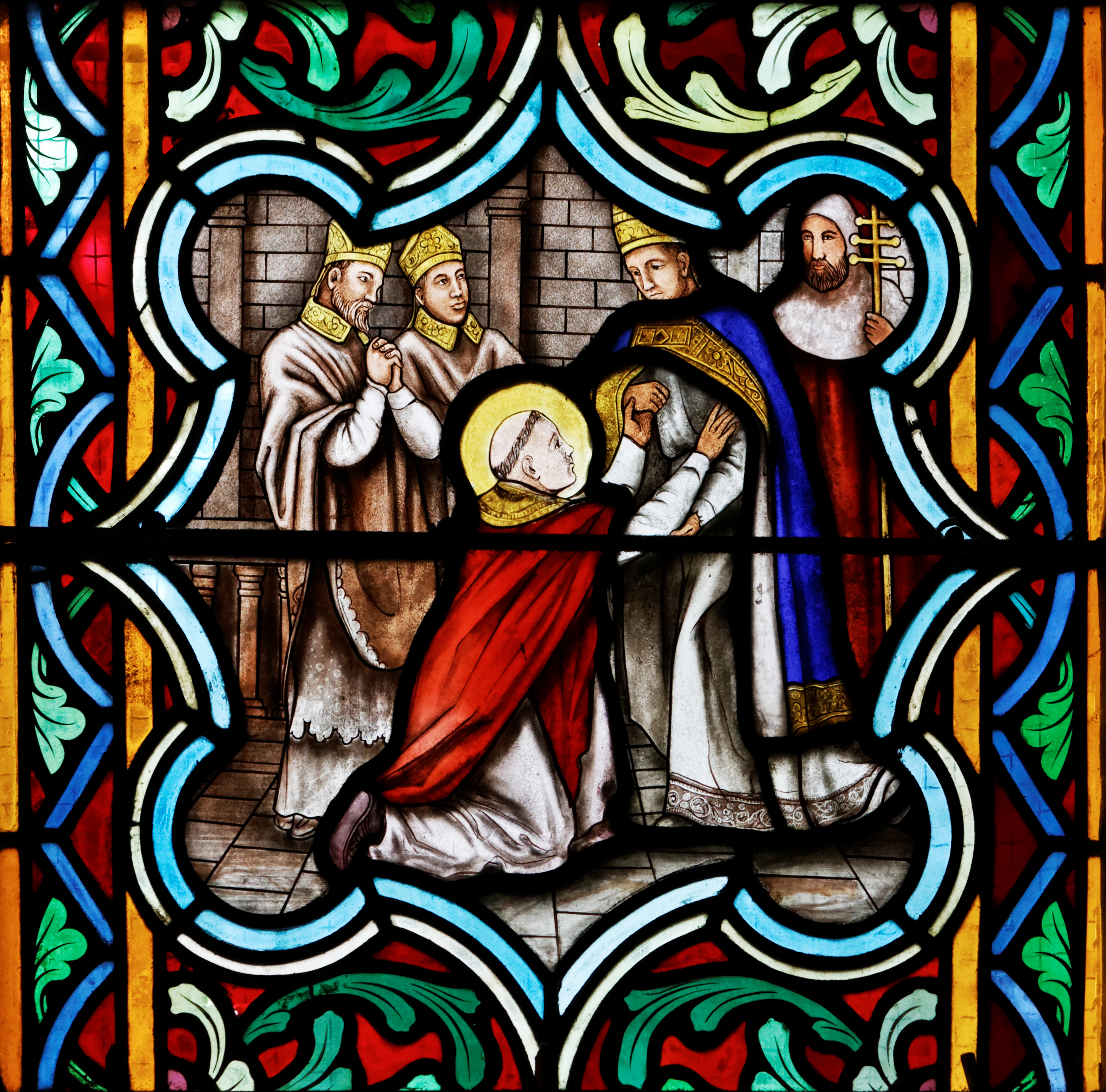
서임권 투쟁 당시 윌리엄 2세에 의해 잉글랜드에서 추방당한 안셀모를 맞이하는 우르바노 2세를 묘사한 19세기 스테인드글라스

우르바노 2세는 그레고리오 7세와 같은 기조를 유지하였다. 그는 그레고리오 7세의 정책들을 단호하게 지키면서도 상당한 유연성과 외교석 수완을 보여줌으로써 차근차근 조심스럽게 추진해 나갔다. 우르바노 2세는 재임하는 동안 종종 로마를 떠나 이탈리아 북부 도시들과 프랑스를 방문하곤 하였다. 로마와 아말피, 베네벤토, 트로이아 등지에서 잇달아 소집된 교회회의들에서는 성직매매와 평신도의 서임권 행사, 일부 성직자들의 결혼을 비판하였으며 또한 신성 로마 제국 황제 및 대립교황을 반대하였다. 우르바노 2세는 토스카나 여공작 마틸데와 바이에른 공작 벨프 2세의 혼담을 제의하였다.
또한 그는 콘라트 왕자에게 부친 하인리히 4세에 맞서 반란을 일으킬 것을 지지했으며, 1093년에는 그를 로마와 밀라노의 왕으로 제수한다고 발표했다. 1095년 크레모나에서 우르바노 2세는 콘라트의 대관식을 집전하였다. 크레모나에 머무는 동안 우르바노 2세는 콘라트와 시칠리아 백작 로제 1세의 딸 막시밀라 사이의 혼담을 주선하는데 도움을 주었다. 양자의 결혼은 그 해 말 피사에서 거행되었다. 이 때 막시밀라가 가져온 막대한 지참금 덕분에 콘라트가 활동하는데 여러 모로 도움이 되었다. 그리고 에우프락시아 황후가 남편인 하인리히 4세를 고발하였는데 이를 격려하였다. (고발한 이유는 잠자리를 강요한다는 것이였다.) 우르바노 2세는 캔터베리의 안셀모를 지원해 윌리엄 2세 국왕과 잉글랜드 성직자들 간에 갈등을 봉합하고 자신에 대한 지지와 대립교황에 대한 반대 의사 표명을 이끌어냄으로써 잉글랜드의 지원을 얻어냈다.
우르바노 2세는 전임자들의 개혁 정책을 계속 유지했으며, 캔터베리의 새 대주교로 착좌한 안셀모가 잉글랜드에서 추방당했을 때에도 기꺼이 그를 도와주었다. 뿐만 아니라 자신의 개혁 정책을 위해서는 프랑스로부터의 지원이 절실함에도 불구하고, 교황 특사 디에의 위그가 필리프 1세 국왕이 앙주 백작의 아내 베르트라드 드 몽포르와 중혼한 것을 비판하며 파문한 것에 대해서도 지지의사를 표명했다. 필리프 1세는 베르트라드를 포기했다고 약속하면서 그에게 내린 파문이 풀어졌으나, 나중에 약속을 어기고 다시 그녀에게 돌아가면서 재차 파문당했다. 비록 베르트라드가 도팽 루이를 대신해 자신의 아들이 필리프 1세의 뒤를 이어 프랑스 왕에 즉위하도록 적극적으로 정치 공작을 벌였지만, 결국 1104년 필리프 1세가 공개적으로 자신의 죄를 인정하고 참회하면서 사태는 종식되었다.

### 제1차 십자군

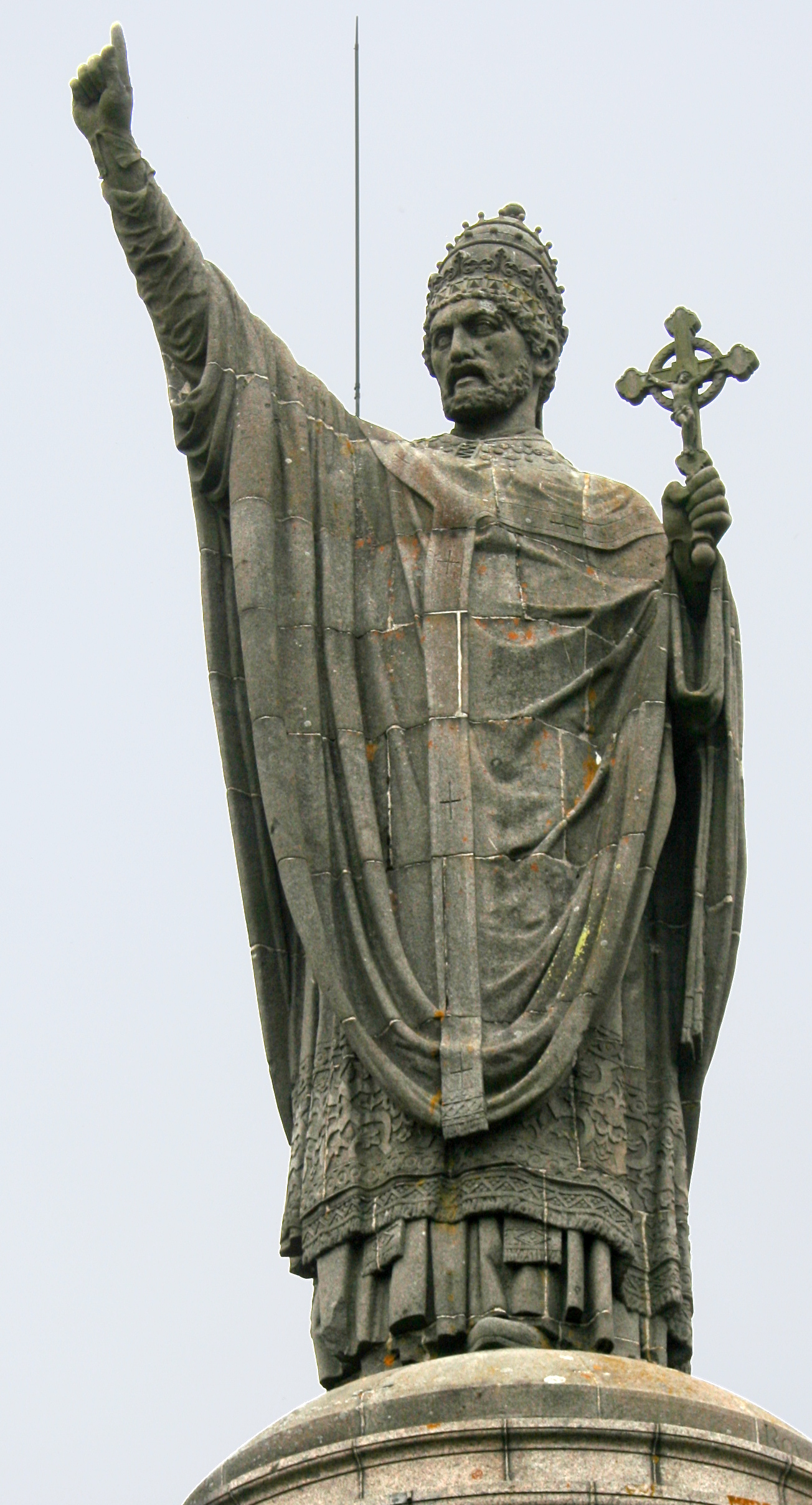
샤티용쉬르마른에 있는 교황 우르바노 2세 전신상

우르바노 2세는 즉위하자마자 독일과의 전쟁, 프랑스에서의 갈등, 대립교황, 위협받고 있는 동방 지역의 그리스도인들 문제들을 당면하였다. 동방 지역의 그리스도인들 문제의 경우, 그는 대규모 성지 순례(이 때만 하더라도 십자군이라는 말은 아직 등장하지 않았음)를 해결책으로 생각하고 있었다. 교황은 1095년 3월 피아첸차 시노드에서 동로마 제국의 아나톨리아 지역 대부분을 장악한 셀주크 제국(이슬람교도)에 맞설 군사적 원조를 요청한 동로마 황제 알렉시오스 1세의 사절을 접견하면서 처음으로 공개적인 움직임을 보였다. 1095년 프랑스 클레르몽에서 소집된 지역 공의회(클레르몽 공의회)에는 수많은 이탈리아와 부르고뉴, 프랑스의 주교들이 참석하면서 첫 모임은 클레르몽 시 외곽의 야외에서 치루어야만 했다. 같은 해 11월 노트르담 두 포르 성당에서 연설을 가진 우르바노 2세는 처음에는 고위 성직자들을 대상으로 교회의 쇄신을 주문하다가, 11월 27일에는 민간인들까지 포함하여 더 많은 청중을 대상으로 연설하였다. 이 때 우르바노 2세는 시노드에 참석한 귀족들과 백성들에게 거룩한 땅과 동방 교회들을 셀주크 투르크족의 지배로부터 벗어나 탈환해야 한다면서 매우 열정적으로 호소하였다.
당시 그의 연설을 그대로 옮겨 적은 정확한 필사본은 오늘날까지 남아 있지 않다. 우르바노 2세가 했다는 연설은 총 다섯 가지가 전해져오고 있는데, 이들 내용 모두 상당히 후대에 씌어진 것들인 데다가, 서로 내용도 조금씩 다르다. 샤르트르의 퓔세가 쓴 기록 외에 우르바노 2세 연설이라고 전해지는 나머지 기록들은 제1차 십자군 원정 연대기인 《게스타 프랑코룸》(Gesta Francorum)의 영향을 받은 것으로 추정된다. 《게스타 프랑코룸》에도 역시 우르바노 2세가 했다는 연설들 중의 하나가 기록되어 있다. 샤르트르의 퓔세는 1101년경까지 우르바노 2세의 연설을 포함하여 십자군 원정에 대한 어떠한 기록도 남기지 않았지만, 당시 시노드 현장에 있었다. 랭스의 로베르 역시 시노드 현장에 있었을 가능성이 있지만, 그의 기록은 대략 1106년경의 것이다. 사실 우르바노 2세가 연설했다고 전해지는 다섯 가지 기록 모두 우르바노 2세 본인이 실제로 이야기했다기 보다는 후대에 작가들의 생각이 첨가되었다고 보는 것이 정확하다. 성지를 회복하기 위한 십자군 원정을 촉구한 우르바노 교황의 실제 동기에 대해서는 교황 본인이 직접 쓴 네 통의 서신을 통해 엿볼 수 있다. 하나는 플랑드르에 보낸 것이고(1095년 12월자), 두 번째는 볼로냐(1096년 9월자), 세 번째는 발롬브로사 수도원(1096년 10월자), 마지막 하나는 카탈루냐 백작(1089년 또는 1096-1099년)에게 보낸 것이다. 십자군 원정에 대한 우르바노 2세의 본심을 여실히 보여주는 것은 클레르몽 시노드에서 그가 한 연설이라고 전해지는 것들보다는 본인이 직접 쓴 편지라고 할 수 있다. 그럼에도 불구하고, 소위 우르바노 2세의 연설문은 십자군에 대한 대중의 오해를 불러왔다. 따라서 연설문 다섯 개를 우르바노 2세가 실제 했던 말과 비교해보는 것은 매우 중요하다. 샤르트르의 퓔세는 우르바노 2세가 다음과 같이 말했다고 전한다.
| “ | 나는, 아니, 주님께서는 여러분에게 그리스도의 전령이 되어 이 사실을 곳곳에 전파하기를 요구하고 계십니다. 보병이든 기사이든, 가난한 사람이든 부유한 사람이든, 신분여하를 막론하고 여러분과 같은 그리스도인들을 서둘러 도와주기를 바라십니다. 또한 우리 친구들의 땅에서 사악한 무리를 쫓아내는 일을 돕기를 바라십니다. 이 자리에 참석한 분들은 물론 자리에 계시지 않는 분에게도 말씀드립니다. 이것은 그리스도의 명령입니다. | ” |

랭스의 로베르는 우르바노 2세가 아래와 같은 말을 했다고 기록하였다.
| “ | 여러분이 살고 있는 이 땅은 사방이 바다로 막혀있고 산지가 많아, 많은 인구를 부양하기에는 너무나 비좁습니다. 더군다나 자원도 충분하지 않아서, 경작자들에게 필요한 작물도 충분하지 않습니다. 그래서 여러분은 서로가 서로를 죽이는 전쟁을 일으키고, 그 결과 많은 인명이 목숨을 잃고 있습니다. 그러니 여러분은 미움을 버리십시오. 서로 싸움을 멈추고, 전쟁을 그만두십시오. 모든 불화와 갈등을 종식시키십시오. 거룩한 무덤으로 가서 불경한 자들로부터 그곳을 되찾고 여러분이 다스리십시오. … 하느님께서는 모든 민족 가운데 먼저 우리에게 그처럼 큰 영광을 주셨습니다. | ” |

로베르는 이어서 다음과 같이 쓰고 있다.
| “ | 우르바노 교황님께서 말씀을 마치시자마자, 그 자리에 모인 모든 사람의 마음이 한껏 불타올랐다. 그리하여 그들은 “이것은 하느님의 뜻이다! 이것은 하느님의 뜻이다!” 하고 한 목소리로 외쳤다. 그러자 공경하올 로마 교황님께서 이 외침을 듣고 말씀하셨다. “사랑하는 형제 여러분, 오늘 여러분은 복음서에서 ‘두 사람이나 세 사람이라도 내 이름으로 모인 곳에는 나도 함께 있겠다.’는 주님의 말씀이 이루어진 것을 똑똑히 보았습니다. 주 하느님께서 여러분 안에 머무르시지 않았더라면, 여러분이 모두 한 목소리를 낼 수 없었을 것입니다. 비록 많은 사람의 입에서 나온 말이지만, 그 외침은 모두 한 곳으로부터 기원한 것입니다. 그렇기 때문에 나는 하느님께서 여러분의 마음을 움직이게끔 하신 것이라고 말하는 것입니다. 자, 이제 이 외침이 전장에서의 함성이 되게 합시다. 왜냐하면 이 외침은 하느님께서 여러분에게 주신 것이기 때문입니다. 적들을 향해 공격할 때, 하느님의 병사들이 모두 이렇게 외치도록 합시다. ‘이것은 하느님의 뜻이다! 이것은 하느님의 뜻이다!’” | ” |

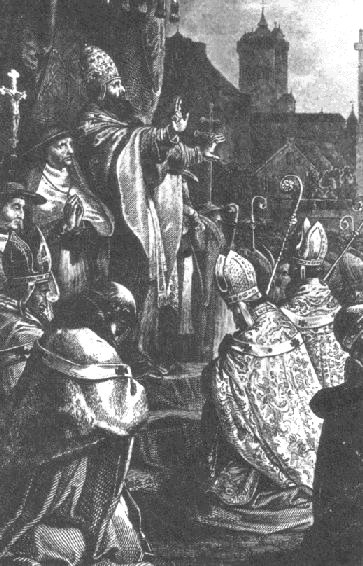
클레르몽 공의회에서 십자군 원정을 호소하는 우르바노 2세

샤르트르의 퓔세가 기록한 우르바노 2세의 연설 중에는 십자군 원정에 참가하는 자는 대사 수여를 허락한다는 내용이 들어있다.
| “ | 육지에서나 바다에서나 외교인들과 싸우다 죽은 모든 사람은 그 즉시 대사를 받을 것입니다. 나는 하느님께 받은 권한에 따라 전사자들에게 이러한 잠벌의 사면을 허락할 것입니다. 아아, 악마들을 숭배하는 혐오스럽고 비천한 민족이 전능하신 하느님을 믿고 그리스도의 이름으로 영광스럽게 된 이들을 정복하다니, 이 얼마나 수치스러운 일입니까! 만약 우리가 형제 그리스도인들을 돕지 않는다면, 하느님께서 우리를 어찌 책망하지 않으시겠습니까! 그동안 한심하게도 서로 싸우는데 익숙했던 신자들이 이제는 신앙이 없는 자들과 싸워, 오래 전에 이미 시작되었어야 할 전쟁을 승리로 끝나게 합시다. 오랫동안 강도와 같은 삶을 살았던 사람들이 기사가 되게 합시다. 자기 형제와 친지들을 상대로 싸웠던 사람들이 이제는 야만족들을 상대로 싸우게 합시다. 적은 보수를 받으며 용병으로 활동한 사람들이 이제는 영원한 보상을 받게 합시다. 몸과 영혼이 모두 지친 사람들이 이제 더 큰 영광을 위해 일하도록 합시다. 보십시오! 한쪽에는 슬픔과 가난에 빠진 사람들이 설 것이고, 다른 한쪽에는 부유한 사람들이 설 것입니다. 한쪽에는 주님의 적들이 설 것이고, 다른 한쪽에는 주님의 친구들이 설 것입니다. 군사 원정을 떠나려는 사람들이 자신들의 계획을 미루게 하지 않게 합시다. 그들이 자신들의 땅을 임대해 원정 비용을 충당하게 합시다. 그리고 겨울이 지나가고 봄이 오자마자 그들이 인도자이신 주님과 더불어 원정을 떠나게 합시다. | ” |

"이것은 하느님의 뜻이다."라는 의미의 ‘Deus vult’가 실제로 클레르몽 시노드 기간 중에 사람들이 함성으로 외쳤는지에 대해서는 아직까지 논란 중이다. 로베르 수사의 기록에 의하면 실제로 있었던 일이라고는 하지만, 후대에 선전용 도구로 이용되면서 왜곡되었을 가능성이 농후하다.
플랑드르 시민들에게 보낸 우르바노 2세의 서신을 보면, 그가 동방 교회를 해방시키는 일에 참여한 사람들에게 대사 부여를 허용했다는 것을 확인할 수 있다. 로베르 등이 기록한 연설 내용과 비교해봤을 때, 현저하게 차이를 보이는 것은 예루살렘 자체에 대해 매우 짧게 언급하고 있다는 점이다. 서신 속에서 우르바노 2세는 예루살렘에 대해서는 딱 한 번만 언급하고 있다. 플랑드르 시민들에게 보낸 서신에서 그는 이렇게 쓰고 있다. “투르크족이 그리스도의 수난과 부활로 아름답게 꾸며진 거룩한 도시(예루살렘)를 장악하고 있으며, 차마 입에 담기 힘들지만, 거룩한 도시와 그곳의 성당들은 끔찍하게도 노예 상태로 전락하고 말았습니다.” 볼로냐와 발롬브로사에 보낸 서신들에서도 우르바노 2세는 예루살렘을 이슬람교도들의 통치에서 해방시켜야 한다는 것보다는 예루살렘을 향해 길을 나선 십자군 원정대의 소망에 대해 말하고 있다. 글의 전체적인 논조는 예루살렘 자체를 탈환하는 것보다는 현지 교회들을 자유롭게 해줘야 한다고 쓰여 있다. 우르바노 2세는 ‘동방 지역의 교회들’과 ‘동방 교회들’(플랑드르에 보낸 서신), ‘교회의 자유’(볼로냐에 보낸 서신), ‘그리스도교의 자유’(발롬브로사에 보낸 서신), ‘아시아 교회’(카탈루냐에 보낸 서신)라는 표현을 사용하였다. 우연이든 아니든, 샤르트르의 퓔세가 기록한 우르바노 2세의 연설에서는 예루살렘에 대해 분명하게 언급하고 있지는 않다. 단지 동방의 형제 그리스도인들이 투르크족으로부터 소아시아를 빼앗겼다는 사실을 언급하며, 그들을 도와줘야 한다고 언급하고 있을 뿐이다.
우르바노 2세에게 있어 제1차 십자군 원정의 가장 큰 소득은 바로 프랑스군의 힘을 빌려 1097년 대립교황 클레멘스 3세를 로마에서 몰아낸 것이다. 토스카나의 마틸데 역시 우르바노 2세의 로마로의 귀환을 적극 지원하였다.
우르바노 2세는 십자군이 예루살렘을 정복한 지(예루살렘 공방전) 14일 만인 1099년 7월 29일에 선종하였다. 그러나 예루살렘 탈환 소식이 로마에 당도하기 전이었기 때문에 생전에 그는 예루살렘 탈환 소식을 듣지 못하고 떠났다.

### 시칠리아
수세기 동안 동로마 제국과 아글라브 토후국, 파티마 왕조에게 연이어 통치를 받은 시칠리아를 가톨릭 영역권으로 편입시키기 위한 우르바노 2세의 계획은 장기적으로 십자군 원정보다 훨씬 성공적이었다. 시칠리아는 노르만 군주 로제 1세가 교황의 대리인 자격으로 통치하였다. 1098년 카푸아 공방전 이후 가진 회담에서 우르바노 2세는 로제 1세에게 특별히 몇 가지 특권을 부여했는데, 이것들은 유럽의 다른 군주들에게 부여하는 것을 잠정적으로 보류한 것들이었다. 로제 1세는 평신도였음에도 불구하고 자유롭게 주교 후보자들을 지명할 권한과 더불어 교회의 봉헌금들을 모아 교황에게 전하고, 교회 문제를 다루는 법정에 참여할 권한까지 부여받았다. 로제 1세는 사실상 시칠리아 내에서 교황 특사와 같은 위치였다. 수세기 동안 이슬람교도들의 지배를 받은 시칠리아를 다시 기독교화하면서 교계제도를 재설정함과 동시에 새 주교좌들을 설정할 필요성이 대두되었다.
로제 1세의 아내 아델라이데 델 바스토는 시칠리아 동부를 식민지화하기 위해 포 강의 계곡에 있던 주민들을 그곳으로 이주시켰다. 교황의 눈에 로제 1세는 세속 군주들 중에서 그나마 믿을 만한 동맹으로 보였다. 왜냐하면 그는 로마의 봉신인 아풀리아 백작의 친척이자 한낱 봉신에 지나지 않았기 때문이다. 그래서 우르바노 2세는 안심하고 로제 1세에게 그토록 엄청난 특권들을 많이 부여한 것이다. 그러나 이는 훗날 로제 1세의 후손들이 호엔슈타우펜 왕조를 세우면서 교권과 속권 사이의 갈등으로 이어지고 말았다.

## 같이 보기
- 보름스 협약
- 서임권 투쟁